# Magnus Eliasson
Magnus Eliasson (* 19. November 1968 in Nacka) ist ein ehemaliger schwedischer Eishockey- und Racketlonspieler. Er gilt als einer der besten Racketlonspieler aller Zeiten.

## Karriere

### Eishockey
Magnus Eliasson spielte in seiner Jugend bei Älta IF und gewann mit einer Stadtauswahl aus Stockholm das renommierte Nachwuchsturnier TV-Pucken. Ab 1986 gehörte er dem Zweitligisten Hammarby IF an, für den er neun Jahre lang aufs Eis ging. Nachdem er in seinen letzten beiden Spielzeiten bei Hammarby durchschnittlich deutlich mehr als einen Punkt pro Spiel erzielt hatte, wurden auch Klubs aus der Elitserien auf den Flügelstürmer aufmerksam. Er spielte für jeweils ein Jahr bei HV71 und Södertälje SK, konnte sich in der höchsten schwedischen Liga aber nicht dauerhaft durchsetzen.
In die Saison 1997/98 startete Eliasson wieder bei Hammarby, wurde aber schon kurz nach Beginn der Spielzeit vom Iserlohner EC aus der 2. Bundesliga verpflichtet. Dort sollte er seinen verletzten Stefan Nyman ersetzen, prügelte sich aber schon nach wenigen Tagen im Training mit seinem Teamkollegen Peter Hartung, woraufhin der Vertrag wieder aufgelöst wurde. Der Schwede beendete die Saison bei den Tucson Gila Monsters in der nordamerikanischen West Coast Hockey League (WCHL). Nach neun Spielen für Vaasan Sport in der zweiten finnischen Liga kam er während der Saison 1998/99 zum schwedischen Zweitligisten Lidingö HC, bei dem er im Jahr 2000 seine Profikarriere im Eishockey beendete.

### Racketlon
Mit 36 World-Tour-Titeln, davon drei Einzelweltmeister-Titel und mit 77 Monaten als Nummer eins des FIR-World-Rankings dominierte Eliasson den Racketlon-Sport von 2002 bis 2009. Seine Stärken lagen im Squash und Tennis. Er wurde in die 2012 gegründete FIR Hall of Fame aufgenommen.

## Erfolge

### Eishockey
- 1984 Sieger des Turniers TV-Pucken mit einer Stadtauswahl Stockholms

### Racketlon
| - Weltmeister 2002, 2003 und 2004 - Gewinner der Scottish Open 2002, 2003 und 2004 - Gewinner der English Open 2003 - Gewinner der Austrian Open 2003 - Gewinner der Swedish Open 2004 und 2005 - Gewinner der Canadian Open 2004 und 2005 | - Gewinner der British Open 2004 - Gewinner der D’Hondt Belgian Open 2004 - Gewinner der Bulgarian Open 2004 - Gewinner der German Open 2004 - Schwedischer Meister 2001, 2003, 2004 |

## Karrierestatistik
(Legende zur Spielerstatistik: Sp oder GP = absolvierte Spiele; T oder G = erzielte Tore; V oder A = erzielte Assists; Pkt oder Pts = erzielte Scorerpunkte; SM oder PIM = erhaltene Strafminuten; +/− = Plus/Minus-Bilanz; PP = erzielte Überzahltore; SH = erzielte Unterzahltore; GW = erzielte Siegtore; 1 Play-downs/Relegation; Kursiv: Statistik nicht vollständig)